# 日和ちゃんのお願いは絶対
『日和ちゃんのお願いは絶対』（ひよりちゃんのおねがいはぜったい）は、岬鷺宮による日本のライトノベル。イラストは堀泉インコ。電撃文庫（KADOKAWA）より2020年5月から2022年3月まで刊行された。本作は広島県尾道市を舞台としている。
メディアミックスとして、有馬ツカサによるコミカライズが『月刊ビッグガンガン』（スクウェア・エニックス）にて2020年Vol.10から2022年Vol.2まで連載された。

## あらすじ
広島県尾道市に住む高校生・頃橋深春は、クラスメイトの葉群日和と二学期に席が隣同士になったのをきっかけに、毎日雑談したり、休みの日にラインでやり取りしたり、一緒に広島に遊びに行ったりするようになる。そんな日々を繰り返す中、頃橋はついには鼓岩（ポンポン岩）で告白される。頃橋は告白こそうれしいものの軽々しい気持ちで了承するのも違うと考え、断るつもりでいたのに加え、偶然拾った日和の「お願い帳」なるメモ帳に、自身の願望と思しき支離滅裂な文章が綴られているのを目にしたこと、そして「私のお願いは絶対なの」という意味不明な言い訳から彼女を「やべえやつ」と判断し、完全に断るつもりでいたが、その力が本当であることを知った頃橋は、日和から「お願い」の力を使われたことに気付かないまま告白を受け入れて恋人同士の関係になる。ところが翌週の放課後、飲み物を買いに二人で訪れたコンビニで強盗と遭遇し、彼女の「お願い」によって収束しかけた刹那、何者かの手によりコンビニ強盗の頭が粉々に粉砕されたのをきっかけに、頃橋は葉群日和が昨今メディアを騒がせている<天命評議会>の創設者でそのリーダーであることを知ることとなる。

## 登場人物
声は、PVの担当声優。

### 主要人物
頃橋 深春（ころはし みはる）
本作の主人公。尾道市内にある土堂高校に通う高校二年生でクラスは二年四組。
東土堂町の坂の途中にある自宅で両親が営む観光客向けの居酒屋「酒房ころはし」の二階の三畳間をパーソナルスペースとしており、幼なじみの卜部絵莉とオンラインゲームに興じることが多い。
突如として世間にあらわれ、独裁国家の民主化やテロ組織の制圧などに寄与し、連日のようにニュースで報じられている謎の組織<天命評議会>の活躍に何となく憧憬を抱いている。
もともと決断力がある人物だが、日和を人質にしたコンビニ強盗が射殺された事件がきっかけで日和が<天命評議会>のリーダーであることを知ってからは、多忙である彼女と会えない日々が続くことに寂しさを覚えたり、自身の想像を凌駕するストレスが彼女に大きな負荷を与えていることを知りながら、慰めにもならない言葉を掛けるくらいのことしかできない自分自身に無力感を覚えるようになり、決断力は影を潜めるようになる。
自分を銃撃から庇った牧尾志保の兄の死と「お願い」による自身の記憶の改竄への恐怖を覚えたことで、これ以上頃橋を傷つけてはいけないと悟った日和によって彼女との交際の記憶が消されるが、それでも日和に対する想いは消えず、今度は自分から日和に告白をするとともに自身の覚悟を伝え、日和の「お願い」により再び記憶を取り戻す。
三年生進級後は比較的学校の成績が良好であるため午前中は高校に通い、午後からは教員不足を高校生で補う臨時教員として自身が卒業した三軒家小学校で二年一組を担当するようになる。
葉群 日和（はむれ ひより）
声 - 上田麗奈
本作のヒロインで高校二年生。
頃橋深春とは同じ二年四組のクラスメイトで、向島にある曾祖父の代から造船に携わる家庭で両親および姉と暮らし、尾道水道を挟んだ高校へは渡船で通学している。
元々親が厳しく、自身の願いを聞き入れてもらうべくあれこれしていくうちに、「あること」をしながら対象となる人物に言葉で依頼をするとそのとおりに相手を動かすことができるという能力を身に付けるようになり、第2巻の時点においてはその能力が強化され、心の中で強く念じるだけで発動するようになっている。また、自身への戒めのため、依頼した「お願い」のすべてを「お願い帳」というメモ帳に記録している。
優柔不断な性格かつ少し天然なところがあり、自身でも自覚していることから、自分に持ち合わせていない決断力を持つ頃橋のことが好きになり、席を隣同士にする、一緒に広島に遊びに行くなど自身の「お願い」の力を使って少しずつ距離を縮めた上で告白し、頃橋を恋人にすることに成功するが、世界情勢にまつわる様々な修羅場を経験するにつれドラスティックに物事を進めたり、多くの人々を死に追い詰めるような、冷酷にも見える決断を下したりするようになることで徐々に落ち着きの無さと優柔不断さが失われ、「お願い」の力を頻発するようになっており、第4巻で四ヶ月ぶりに再会した頃橋はその変化と今まで以上に美人になったその姿に戸惑いを覚える。
「お願い」の力を身に付けるようになった当初は個人的な願いを叶える程度だったが、テレビで悲しいニュースを見てなんとかできないかと思ったのがきっかけで社会問題に介入するようになり、「みんなが笑ってられる世界」を作るという自身の願いから自身のブレーンとなる人物を集めた<天命評議会>のもととなる組織を創設した。
自身が<天命評議会>のリーダーであることを頃橋に明かしたあとでも、彼氏である頃橋を自身の任務に帯同させたり任務に係る相談を自ら持ちかけたりは一切行っておらず、頃橋から訊かれたことにのみ回答している。
第3巻では頃橋の説得により普通の高校生のような生活を送るため<天命評議会>を離脱するが、彼女の離脱により徐々に世界の情勢が悪化するスピードが加速し、比較的環境が良好だった尾道でも都市機能が停止したため、最初から結末を見抜いていた志保らに迎えられクリスマスに<天命評議会>に復帰し、頃橋との連絡を絶つ。
卜部 絵莉（うらべ えり）
本作のもう一人のヒロインで頃橋の幼なじみ。
保育園から高校生になった現在までずっと頃橋と同じクラスで、頃橋の家から徒歩数十秒の場所に住んでいる。
頃橋の弁では「小さな頃はただの無愛想なガキ」だったが、ここ数年でめっきりきれいになり、現在ではクラスの目立つ系グループの中でも中心的な人物となっている。
頃橋が告白されたことに無関心を装うが内心ではかなり動揺しており、弟である凜太には動揺を見抜かれている。
日和と同じクラスでありながら彼女とは直接的な交流は無かったが、学校襲撃事件から一ヶ月後に頃橋を介して日和と三人で思い出の場所を巡ったとき、砂浜で季節外れの水着姿を見せつけることでマウンティングを試みたり、桟橋で日和を見送ったあと、「これからも仲良くしてもらえると助かる」という頃橋の言葉に絵莉は「多分、（日和が真面目で優しいから）そう簡単にもいかない気がするけどね」という言葉を返したりすることで暗に日和のことを嫌っていることを伝える。
三年生進級後は頃橋同様午後から臨時教員として自身が卒業した三軒家小学校で三年生を担当するようになる。
第3巻と第4巻の間で新型ウイルスにより両親が相次いで死去したため弟の凜太とともに頃橋家に引き取られ、頃橋と一緒に生活するようになる。

### 天命評議会
安堂 健吾（あんどう けんご）
<天命評議会>メンバーで日和の側近のひとりである初老の紳士。埼玉県在住。
以前は一部上場企業で部長職を務めていたが、貿易関係で外国と揉めたことをきっかけに<天命評議会>に加わり、補佐室長として組織全体の調整役を担う。
日和が<天命評議会>を離脱したあとは新リーダーである志保の補佐となるが、日和を欠いた戦闘で左腕を喪う。
第4巻で某国の難民キャンプで武装した過激派組織に連れ去られ、殺害される。享年62歳。
牧尾（まきお）
<天命評議会>のメンバーで深春を監視していた監視要員。
日和が深春と交際を始めてから深春を監視し続けていたが、監視を見破った深春によってカマをかけられ、<天命評議会>のメンバーであることを白状させられる。
母親と十歳年下の成績優秀な妹と貧しい暮らしをしていた中、二年前に試験会場数の縮小と高額な受験料が課される大学入試制度の改悪案により妹が大学受験を諦めざるを得ない状況になり、色々調べていたときにオンライン上で日和と知り合い、事情を知った日和の「お願い」により新制度の導入が無期限延期となっただけでなく、返済不要の奨学金の給付により学費が完全無料となったこと、そして日和からのスカウトもあり<天命評議会>の活動に身を投じることになるが、牧尾本人は頭が良いわけではないので、組織がより大きな問題を扱うようになり、元官僚や元自衛隊員などが加わるに従って相対的に組織内での立場は下がっているが、日和と<天命評議会>への絶対的な忠誠を誓っている。
日和を確保するべく高校を急襲した某国の特殊部隊を制圧後、深春を庇い千光寺山荘付近で待機していた残党のスナイパーによって狙撃され、死の間際に日和の「お願い」により自身の記憶を改竄されたまま息を引き取る。
牧尾 志保（まきお しほ）
第2巻より登場。最近<天命評議会>に加わった女子大生で牧尾の十歳年下の妹。
少ない手がかりで謎の死を遂げた兄の死の真相と<天命評議会>にたどり着き、その能力の高さにより日和の側近となった才女。
日和とは年齢が近いこともあり、彼女にとっては気兼ねなく会話したり相談したりすることができる関係の人物であるが、志保本人は深春に対し、本当は日和や<天命評議会>、そして世界がどうなろうが興味は無く、個人的な趣味で手伝っているに過ぎず、「みんなが笑ってられる世界」を作るという日和の願いは実現しないどころかこの世界においては最悪の目標であると彼女を酷評しており、<天命評議会>入りする際に日和の「お願い」によって兄の命を奪ったことに対する彼女への強烈な殺意と、それと同じくらいに「お願い」という力を得たことで本来の能力を超える重圧を背負っていることに対する同情という相反する感情を抱いていることを吐かされるが、あえてスタッフとして受け入れられる。
深春とは尾道駅前のミスタードーナツで彼が<天命評議会>について日和に質問していたときに日和から紹介される形で初めて出会い、深春は彼女のドライかつ飄々とした態度のみならず、しっかりとしたメイクに赤みがかかった長い髪、かわいらしいハイブランドの服を身に纏うという高校時代まで貧困にあえいでいたとは思えないような出で立ちと、溺愛されていた兄の死に対し「終わったことはしょうがない」という割り切ったような言葉に違和感を覚えている。
その一方で、地滑りに巻き込まれそうになった日和に対し、彼女に手を差し伸べながら「日和ちゃんには諦める権利なんて、残されていない！」という言葉で叱責することで、暗にノブレス・オブリージュを果たせという覚悟を日和に突き付ける。
日和が深春とともに<天命評議会>からの離脱を宣言した際、幹部たちが二人に反発する一方、再び日和が<天命評議会>に戻ると睨みあっさり日和の離脱を受け入れ、幹部による検討と投票により新たな（志保にとっては暫定的な）リーダーに就任する。
なお、第3巻において「牧尾志保」が本名ではないことが示唆されている。
仁科（にしな）
<天命評議会>のメンバーで大手セキュリティ企業の社長。<天命評議会>のためにミーティングルームなど会社の設備を提供している。
西野（にしの）
<天命評議会>のメンバー。
羽曳野（はびきの）
<天命評議会>のメンバー。

### 三軒家小学校
卜部 凜太（うらべ りんた）
卜部絵莉の弟で小学五年生。少し冷めた目で物事を見るところは姉譲りだが、小学生でありながら他者に対する洞察力に優れている。
第4巻からは六年生に進級するとともに、三軒家小学校の児童会長に就任する。
中村 蓮（なかむら れん）
深春が担当する二年一組の男子児童
兼良 凛（かねよし りん）
深春が担当する二年一組の女子児童
亀山 向日葵(かめやま ひまわり）
深春が担当する二年一組の女子児童
山梨紗良（やまなし さら）
深春が担当する二年一組の女子児童
三木（みき）
深春が担当する二年一組の男子児童。名前は不明。
中野（なかの）
三年生の学年主任で臨時教員たちの監督役を担っている。

### 土堂中学校
勅使河原(てしがわら)
土堂中学校の教頭。非常事態下での小中高合同文化祭の開催に難色を示すどころか、深春とともに交渉に訪れた絵莉を侮辱する言葉を言い放つ。

### 土堂高校
大橋（おおはし）
深春、日和、絵莉と同じ二年四組の男子生徒。背が低くて明るい性格の持ち主で、深春や橋本とともに行動することが多く、絵莉からは三人まとめて「三本橋」と呼ばれることがある。
家は「大橋書店」という書店を経営しているが、取次が止まり、新刊が入荷されなくなったため古本の買い取りなど新たな事業を始めている。
橋本（はしもと）
深春、日和、絵莉と同じ二年四組の男子生徒。小太りで大人しい性格の持ち主で、深春や大橋とともに行動することが多く、絵莉からは三人まとめて「三本橋」と呼ばれることがある。
刑部奈々（おさかべ なな）
深春、日和、絵莉と同じ二年四組の女子生徒。クラス内では絵莉と同じ上位ヒエラルキーに属しており、ゲーム好きな妹がいる。
梶（かじ）
深春、日和、絵莉と同じ二年四組の男子生徒。クラス内ではナンバーワンのイケメンとして君臨し、深春は彼が絵莉のことが好きなのではと睨んでいる。
天童（てんどう）
深春、日和、絵莉と同じ二年四組の女子生徒。クラス内では絵莉と同じ上位ヒエラルキーに属している。
田中唱（たなか しょう）
二年四組を担任する男性の数学教師。三十六歳独身。
池田（いけだ）
田中の同僚で二年四組の隣のクラスを担任する独身の女性教師。実家の都合により学校閉鎖前に教職を辞する。
管原(かんばら)
社会科教師。第4巻で日本からの視点による第二次世界大戦に関する授業を行っている。

### その他の人物
日和の姉
日和と同居している彼女の姉。結婚願望の強い彼氏がいる。
卜部絵莉・凜太の両親
頃橋家とは近所であることのみならず、深春の両親とは長年の友人関係であり、低気圧に備え、卜部家の家屋の補強を手伝うことを申し出た日和は二人を和風の美男美女と評している。
第3巻と第4巻の間で新型ウイルスに感染し、相次いで死去したため遺された絵莉と凜太は頃橋家に引き取られることとなった。

## 用語
天命評議会
葉群日和が「お願い」の力を使い社会的な問題に介入するにあたり、自身をサポートするために設立した非営利組織。
当初は「日和ちゃんのお願い相談会」という名称の日和と数人のメンバーによる小さな組織だったが、国際的な問題や規模の大きな問題を扱っていくに従い元官僚や元自衛隊員ら様々な分野の専門家が合流し、組織が肥大化するとともに、名称も日和→天、お願い→命、相談→評議と置き換える形で現在の<天命評議会>となった。
当初はブレーンである幹部との合議により「お願い」を行使するか否かを決定していたが、半数近くの幹部が殺害されたのを機に現在は葉群日和を唯一のディシジョン・メーカーとした独裁的な組織となり、幹部が日和にエスカレーションした案件のうち彼女が同意したもののみに介入し、「お願い」が行使される仕組みとなっている。
独裁的な組織であるがゆえに幹部たちは彼女による粛清を怖れるようになり、組織内で彼女を諫めることができるのは安堂や牧尾兄妹といった気心知れた側近しかいない。
その結果、田舎の女子高生でも理解できるような社会問題ばかりに介入することとなり、関与している問題に対しポピュリズムに寄りすぎているという批判もみられている。
一部の国では「非人道的組織」として敵対視されているだけでなく、当初は日本の国内問題に関与していたため、一部マスコミは<天命評議会>が日本発祥の組織ではないかと推察しているため、深春と日和が通う高校に特殊部隊が送り込まれる遠因となっている。

## 既刊一覧

### 小説
- 岬鷺宮（著）・堀泉インコ（イラスト） 『日和ちゃんのお願いは絶対』 KADOKAWA〈電撃文庫〉、全5巻
  1. 2020年5月9日発売[6]、ISBN 978-4-04-913184-0
  2. 2020年11月10日発売[7]、ISBN 978-4-04-913307-3
  3. 2021年7月9日発売[8]、ISBN 978-4-04-913585-5
  4. 2021年11月10日発売[9]、ISBN 978-4-04-914042-2
  5. 2022年3月10日発売[10]、ISBN 978-4-04-914046-0

### 漫画
- 岬鷺宮（著）・有馬ツカサ（作画）・堀泉インコ（キャラクター原案） 『日和ちゃんのお願いは絶対』 スクウェア・エニックス〈ビッグガンガンコミックス〉、全3巻
  1. 2021年3月25日発売[11]、ISBN 978-4-7575-7175-4
  2. 2021年9月25日発売[12]、ISBN 978-4-7575-7494-6
  3. 2022年3月25日発売[13]、ISBN 978-4-7575-7846-3

## 関連企画
電撃文庫朗読してみた
YouTubeの公式電撃文庫チャンネルにおいて、電撃文庫の新作及び人気シリーズの冒頭部分を声優が朗読する企画「電撃文庫朗読してみた」の第1弾として、2020年12月8日に釘宮理恵による本作の朗読が配信された。